# Famicom Jump II: Saikyō no Shichinin
Famicom Jump II: Saikyō no Shichinin (ファミコンジャンプII 最強の7人 Famikon Janpu Tsū Saikyō no Shichinin?) es un videojuego de rol de acción desarrollado por Chunsoft y publicado por Bandai el 2 de diciembre de 1991. La secuela de Famicom Jump: Hero Retsuden, el juego presenta siete personajes principales de diferentes mangas de Weekly Shōnen Jump serializadas en ese momento. Solo se recuperan cuatro de los 16 títulos representados del original, mientras que los tres restantes son nuevos en la secuela. No habría otro juego crossover hasta el lanzamiento de Jump Super Stars y Jump Ultimate Stars.

## Jugabilidad
Sistema de apertura múltiple
- Al comienzo del juego, el jugador elige uno de los siete personajes principales para comenzar. El protagonista seleccionado es convocado al "Gran Templo del Espíritu", desde donde la zona de distorsión va a su área de origen y comienza la historia.
- Cada área está conectada en un anillo, y puedes salir del Gran Templo del Espíritu reuniendo a los 7 personajes principales mientras recorres allí. Una aventura a gran escala comienza después de que las siete personas se hayan reunido.
- La ruta para recopilar los bucles de los personajes principales es la siguiente. Si comienzas con Momo y Taruruto, estarás conectado a todas las ciudades de los personajes principales (si tienes otros 7 personajes principales, regresarás al templo y el evento para ir a la siguiente ciudad no ocurrirá). Goku → Taruruto → Jojo (Jotaro) → Tar-chan → Peach → Tadashi → Ryotsu → Goku… (vuelve al principio).

Sistema de acción de simulación
- El sistema de batalla incorpora los elementos de juego de simulación, y el formato del juego no cambia según el enemigo como en el trabajo anterior. En el momento del encuentro, el campo es el terreno de la ubicación actual, y en mazmorra, el campo de batalla cambia dependiendo de la presencia o ausencia de muros cercanos.
- Los comandos pueden usar ataques, defensas, elementos y movimientos especiales. La operación del personaje gira en cada turno, y el número de pasos que se pueden mover en una acción varía según el poder de movimiento del personaje. La fuerza física del personaje es equivalente a 5 corazones, y cada corazón se divide por daño. Incluso si sube nivel, el número máximo de corazones no aumenta, pero si te detienes en "Quiero que aumentes tu fuerza física" cuando recolectas bolas de dragón, el número máximo de corazones por persona Pueden ser seis. Cuando usa un movimiento especial, consume un corazón, pero también puede usarlo sin consumirlo con una bola de dragón. Básicamente, si usas un movimiento especial cuando tienes 1 salud, tu salud se convertirá en 0 y desaparecerá, pero como excepción, cuando derrotes a un enemigo con ese movimiento, no desaparecerá y permanecerá como está. Además, incluso después de que la fuerza física se vuelva 0 y desaparezca, si los miembros restantes del grupo derrotan al enemigo, la experiencia se incluirá en todos.
- El personaje se tiñe de púrpura cuando la fuerza física es 2 y de rojo cuando es 1, pero si se vuelve anormal, se sobrescribirá con el color del estado anormal recibido. Cuando es invadido por un veneno, se tiñe de azul y se daña cada turno, y cuando se come una sardina (petrificada), se vuelve gris y no puede participar en la batalla hasta que se recupere. Cuando se pone a dormir, se vuelve amarillo y no puede actuar durante un cierto período de tiempo.
- El daño recibido se curará por completo después de que termine la batalla, pero la condición anormal (Doku, Ishi) no se recuperará. Esto no se puede confirmar en la pantalla del menú. Hay un elemento de recuperación "Kusuribin" que se puede usar hasta 7 veces durante la batalla (el número de usos restantes se ingresa al final del nombre del elemento), y puedes reponer el número de usos en la "Tienda Genki".
- La fiesta está limitada a 3 personas. Si un nuevo héroe se une en el estado de un grupo de tres personas, se convertirá temporalmente en un grupo de cuatro personas, pero cuando aparezca en el mapa de campo, la cuarta persona será eliminada después del mensaje y automáticamente irá al centro de entrenamiento del Gran Templo. Los miembros pueden ser reemplazados en este centro de entrenamiento, e incluso los personajes que no han participado en la fiesta han ganado puntos de experiencia en forma de entrenamiento, y su nivel está aumentando. El nivel más alto es 16. En la batalla con el jefe final, si el personaje del grupo queda incapacitado, puedes llamar a otro personaje desde el centro de entrenamiento.

Esfera del dragón
- Recoge las Dragon Balls que aparecen en el manga Dragon Ball y llama a Shenron (Mapa cuando se recolectan 7) Si es arriba, está en el lugar, de lo contrario es automáticamente cuando aparece en el mapa de campo), y puede hacer realidad su deseo. Los "deseos" no se pueden conceder a voluntad, y se seleccionan los determinados al azar. (Sin embargo, un deseo altamente efectivo no se puede cumplir en las primeras etapas)
- Al principio, todos los héroes, excepto Goku y Gohan, lo tienen, así que cuando salgas del Gran Templo después de reunir a 7 personas, Shinryu será llamado. Además, no se refleja el engaste que una vez cumplido un deseo en el original se convertirá en piedra durante un año, y es posible recogerlo inmediatamente después de la segunda vez y hacer que el deseo se cumpla (máximo 16 veces).

## Personajes principales
El jugador puede comenzar el juego con cualquiera de estos siete personajes. El personaje del jugador elegido refleja el camino que el jugador tomará a través de los universos de los personajes, comenzando desde el universo de origen del personaje seleccionado.
- Son Goku (Dragon Ball)
- Ryotsu Kankichi (Kochira Katsushika-ku Kameari Kōen-mae Hashutsujo)
- Momotaro Tsurugi (Sakigake!! Otokojuku)
- Jotaro Kujo (JoJo's Bizarre Adventure, reemplaza a Joseph Joestar)
- Ta-chan (Jungle King Tar-chan)
- Tarurūto (Magical Taluluto)
- Maeda Taison (Rokudenashi Blues)

## Desarrollo
Este trabajo fue supervisado por Yuji Horii quien produjo la serie Dragon Quest, y Chunsoft está involucrado en el desarrollo, por lo que el concepto de armas y armaduras y comandos en el campo, etc. Similar a la misma serie. El compositor de  BGM en el juego es Satoshi Kadokura. Horii se quejó con Kazuhiko Torishima, que estaba a cargo de Famicom Shinken, sobre su trabajo anterior Famicom Jump: Hero Retsuden, diciendo "No quiero escribir sobre este juego. "En particular, cuando Torishima argumentó que "Entonces Horii-san debería hacer 2", Horii estuvo de acuerdo "Entiendo", que fue la razón del nacimiento de este trabajo.
En comparación con el trabajo anterior, la cantidad de trabajos que aparecieron ha disminuido significativamente a 7, pero el creador de cada trabajo está trabajando en el diseño de los monstruos que aparecen en el juego. En particular, los siete generales que estaban a cargo individualmente de cada autor fueron ampliamente cubiertos por los medios de comunicación en ese momento.
La historia es una secuela del trabajo anterior, pero debido a que se ajusta al avance del tiempo en cada trabajo, Son Goku y Joseph Joestar apareciendo del trabajo anterior están envejeciendo, pero Ken Momotaro y Ryotsu Kankichi la figura no ha cambiado. Se utiliza el cartucho original con la misma forma que el trabajo anterior.
Más tarde, se lanzó el mismo concepto de juego de rol de acción Jump Super Stars (2005).

## Recepción
- En la "Reseña cruzada" de la revista de videojuegos Famitsu, la puntuación total es de 27 puntos (40 puntos en total) de 8, 7, 8 y 4.[4][3] en opinión del crítico, "es bastante interesante esta vez, como para anular el dogma de que las cosas de los personajes son aburridas",[4]

- La evaluación en el "Boletín de calificaciones del juego" por parte de los lectores de la revista del juego Family Computer Magazine es la siguiente, que es de 21,7 puntos (30 puntos en total).

| Artículo | Personajes | Música | Negocio | Operabilidad | Golpes | Originalidad | Exhaustivo |
| Puntaje  | 4.0        | 3.5    | 3.2     | 3.5          | 3.8    | 3.8          | 21.7       |